# Élection gouvernorale de 2022 en Caroline du Sud
L'élection gouvernorale de 2022 en Caroline du Sud a lieu le 8 novembre 2022. 
Le gouverneur républicain sortant Henry McMaster a pris ses fonctions le 24 janvier 2017, à la suite de la démission de Nikki Haley, et a été élu pour un mandat complet en 2018. Il se présente pour être réélu pour un deuxième mandat complet. 
Des élections primaires ont eu lieu le 14 juin. McMaster a remporté aisément l'investiture républicaine. Il affronte l'ancien représentant Joe Cunningham. McMaster est largement favori, dans cet état très républicain. 
McMaster est largement réélu pour un deuxième mandat complet. Il réalise le meilleur score de sa carrière de gouverneur.

## Résultats
| Candidats                | Candidats           | Partis              | Voix    | %     |
| ------------------------ | ------------------- | ------------------- | ------- | ----- |
|                          | Henry McMaster      | Républicain         | 988 304 | 58,08 |
|                          | Joe Cunningham      | Démocrate           | 692 573 | 40,70 |
|                          | Bruce Reeves        | Libertarien         | 20 822  | 1,22  |
|                          | Candidats par écrit | Candidats par écrit | 1 163   |       |
|                          |                     |                     |         |       |
| Votes valides            |                     |                     |         |       |
| Votes blancs et nuls     |                     |                     |         |       |
| Total                    |                     |                     |         |       |
| Abstention               |                     |                     |         |       |
| Inscrits / participation |                     |                     |         |       |